# كاثي سيرل
كاثي سيرل (بالإنجليزية: Kathy Searle)‏ هي ممثلة أمريكية، ولدت في 7 مارس 1981 في نيو روتشيل في الولايات المتحدة.

## وصلات خارجية
- كاثي سيرل على موقع IMDb (الإنجليزية)
- كاثي سيرل على موقع قاعدة بيانات الفيلم (الإنجليزية)